# Kosmiczne Biuro Śledcze
Kosmiczne Biuro Śledcze (ang. Bureau of Alien Detectors, w skrócie – B.A.D., 1996) – amerykańsko-francuski serial animowany opowiadający o poczynaniach tajnej organizacji do walki z kosmitami.
W 2001 roku, po przejęciu przez The Walt Disney Company Fox Kids Worldwide, w tym Saban Entertainment, prawa do serialu przeszły na Disneya.

## Bohaterowie
- Ben Packer – dowódca.
- Shane Sanderson – agent specjalny, biolog.
- Moose Trengganu – weteran walki z Obcymi.
- Colin Marcus – spec od komputerów.
- Casey Taylor – telepatka.

## Wersja oryginalna
- Bree Anderson
- Reuben Daniels
- Sammy Lane
- Michael McConnohie
- Walter Rego
- Peter Spellos
- Tyrone Week

i inni

## Wersja polska
Opracowanie i udźwiękowienie wersji polskiej: na zlecenie Fox Kids – Studio Eurocom

Reżyseria: Małgorzata Boratyńska

Dialogi:
- Elwira Trzebiatowska,
- Katarzyna Precigs

Dźwięk i montaż: Anna Rutkowska

Kierownictwo produkcji: Marzena Wiśniewska

Udział wzięli:
- Adam Bauman – Ben Packer
- Jarosław Boberek – Brat Miguela Borgeza
- Elżbieta Bednarek – Casey Taylor
- Jacek Kopczyński – Shane Sanderson
- Jacek Rozenek – Colin Marcus
- Jan Kulczycki – Moose Trengganu
- Tomasz Marzecki –
  - Major,
  - Narrator
- Wojciech Machnicki
- Robert Tondera

i inni

## Spis odcinków
| N/o            | Polski tytuł     | Angielski tytuł         |
| -------------- | ---------------- | ----------------------- |
|                |                  |                         |
| SERIA PIERWSZA |                  |                         |
|                |                  |                         |
| 01             | Polowanie        | The Hunt                |
|                |                  |                         |
| 02             | Cieplarnia       | Hothouse                |
|                |                  |                         |
| 03             |                  | The Encounter           |
|                |                  |                         |
| 04             |                  | Freezer Burn            |
|                |                  |                         |
| 05             | Przebudzenie     | The Awakening           |
|                |                  |                         |
| 06             |                  | The Curse of Tassim     |
|                |                  |                         |
| 07             | Zawsze wierni    | Always Faithful         |
|                |                  |                         |
| 08             | Inwazja          | Twinkle Twinkle         |
| 09             | Inwazja          | Twinkle Twinkle         |
|                |                  |                         |
| 10             | Talent           | Gifted                  |
|                |                  |                         |
| 11             | Oleista Pułapka  | Grease Trap             |
|                |                  |                         |
| 12             | Deszczowa chmura | And Then Comes the Rain |
|                |                  |                         |
| 13             | Wykopaliska      | Bone Deep               |
|                |                  |                         |